# Dove c’è musica
Dove c’è musica ist das siebte Studioalbum von Eros Ramazzotti. Es wurde in Europa am 13. Mai 1996 und in Nordamerika am 21. Mai 1996 veröffentlicht und ist das erste Album, das der Künstler selbst produzierte. In Deutschland erhielt es 1996 Platin, in den USA im Jahr 2000. Es verkaufte sich bislang rund sieben Millionen Mal. Neben der italienischen Version erschien unter dem Titel Donde Hay Musica eine spanische Version.

## Entstehung
Vor der Produktion des Albums hatte Eros Ramazzotti seine kommerziellen Angelegenheiten selber in die Hand genommen, indem er ein eigenes Management-Unternehmen namens RadioRama gegründet hatte. Weiterhin unterzeichnete er einen Plattenvertrag mit Sony BMG für fünf weitere Studioalben. Ramazzotti sagte, dass er beim Songwriting sehr sorgfältig vorgegangen sei, sodass jedes Lied sein eigenes Thema und seine eigene Dynamik habe und dass sich daher sechs potenzielle Singles auf dem Album befänden. An den Aufnahmen wirkten bekannte Studiomusiker wie der Bassist Nathan East, der Schlagzeuger Vinnie Colaiuta, der Gitarrist Michael Landau, der Perkussionist Lenny Castro, der Keyboarder David Garfield sowie der Backgroundsänger Jim Gilstrap mit. Das Album wurde im LCD Studio (Inverigo, Italien), dem Fonoprint Studio (Bologna, Italien) und den A&M Studios im kalifornischen Los Angeles aufgenommen.

## Titelliste
1. Dove c’è musica – 4:44 (E. Ramazzotti, C. Guidetti, M. Fabrizio, A. Cogliati)
2. Stella gemella – 4:38 (Ramazzotti, V. Tosseto, M. Lavezzi, Cogliati)
3. Più bella cosa – 4:24 (Ramazzotti, Guidetti, Cogliati)
4. L’aurora – 5:37 (Ramazzotti, Cogliati)
5. Lettera al futuro – 4:17 (Ramazzotti, Cogliati)
6. Io amerò – 5:07 (Ramazzotti, Cogliati)
7. Questo immenso show – 5:27 (Ramazzotti, Cogliati)
8. Quasi amore – 5:07 (Ramazzotti, Cogliati)
9. Yo sin tì – 4:12 (Ramazzotti, Tosseto, N. Mañó)
10. Lei però – 4:50 (Ramazzotti, Tosseto, N. Mañó)
11. L’uragano Meri – 4:46 (Ramazzotti, Cogliati)
12. Buona vita – 3:51 (Ramazzotti, Tosseto, Cogliati)

## Kritiken
Jose F. Promis von Allmusic bemerkt, dass Ramazzotti mit dem Album eine größere Vielfalt an musikalischen Stilrichtungen verarbeitet habe. In Questo immenso show hört er Einflüsse aus Hip-Hop und Gospel, Yo sin tì sei von Latin beeinflusst und bei L’aurora klinge Ramazzotti ein wenig wie Phil Collins. Promis resümiert, dass das Album eine Abkehr vom Sound der früheren Alben und ein Hörvergnügen darstelle.

## Kommerzieller Erfolg

### Chartplatzierungen
| ChartsChartplatzierungen | Höchstplatzierung | Wochen |
| ------------------------ | ----------------- | ------ |
| Deutschland (GfK)        | 1 (76 Wo.)        | 76     |
| Italien (FIMI)           | 1 (69 Wo.)        | 69     |
| Österreich (Ö3)          | 1 (64 Wo.)        | 64     |
| Schweiz (IFPI)           | 1 (57 Wo.)        | 57     |

| ChartsJahrescharts (1996) | Platzierung |
| ------------------------- | ----------- |
| Deutschland (GfK)         | 3           |
| Österreich (Ö3)           | 1           |
| Schweiz (IFPI)            | 5           |

| ChartsJahrescharts (1997) | Platzierung |
| ------------------------- | ----------- |
| Deutschland (GfK)         | 32          |
| Österreich (Ö3)           | 13          |
| Schweiz (IFPI)            | 23          |

### Auszeichnungen für Musikverkäufe
Dove c’è musica wurde weltweit mit 3× Gold und 21× Platin ausgezeichnet. Damit verkaufte sich das Album laut Auszeichnungen über 4,3 Millionen Mal (inklusive Premium-Streaming).

| Land/Region               | Auszeichnungen für Musikverkäufe (Land/Region, Auszeichnung, Verkäufe) | Verkäufe  |
| ------------------------- | ---------------------------------------------------------------------- | --------- |
| Belgien (BRMA)            | Gold                                                                   | (25.000)  |
| Brasilien (PMB)           | Gold                                                                   | 100.000   |
| Deutschland (BVMI)        | 3× Gold                                                                | (750.000) |
| Europa (IFPI)             | 4× Platin                                                              | 4.000.000 |
| Finnland (IFPI)           | Platin                                                                 | (41.025)  |
| Frankreich (SNEP)         | Platin                                                                 | (300.000) |
| Italien (FIMI)            | Gold                                                                   | (25.000)  |
| Niederlande (NVPI)        | Platin                                                                 | (100.000) |
| Österreich (IFPI)         | 3× Platin                                                              | (150.000) |
| Schweden (IFPI)           | Platin                                                                 | (80.000)  |
| Schweiz (IFPI)            | 4× Platin                                                              | (200.000) |
| Spanien (Promusicae)      | 3× Platin                                                              | (300.000) |
| Vereinigte Staaten (RIAA) | 2× Platin                                                              | 120.000   |
| Insgesamt                 | 4× Gold · 21× Platin ·                                                 | 4.345.000 |

Hauptartikel: Eros Ramazzotti/Auszeichnungen für Musikverkäufe